# Konstantin Zierszczikow

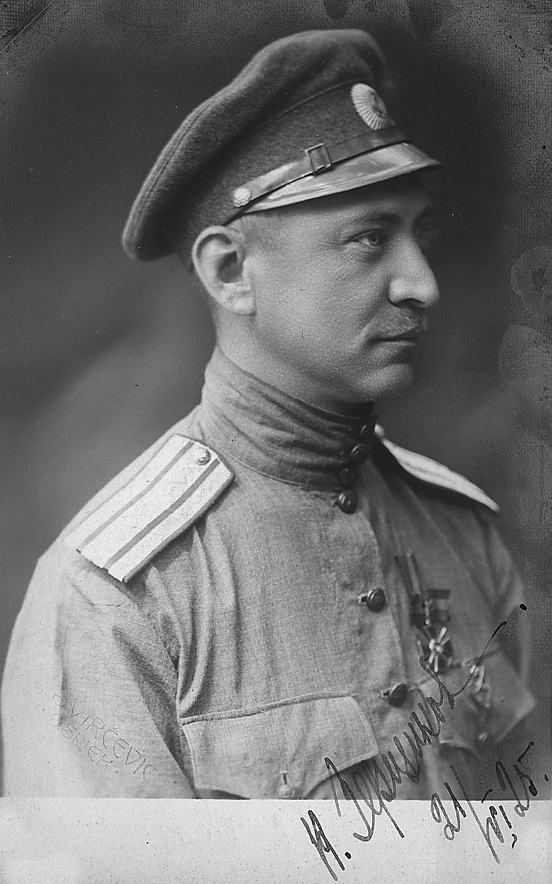
Pułkownik Konstantin Fiodorowicz Zierszczikow

Konstantin Fiodorowicz Zierszczikow, ros. Константин Федорович Зерщиков (ur. 14 grudnia 1887 w stanicy Borozdinskaja w Rosji, zm. 25 maja 1949 w Seebach) – rosyjski wojskowy (pułkownik), emigracyjny publicysta historyczny, oficer 1 kozackiego pułku kawalerii w Rosyjskim Korpusie Ochronnym podczas II wojny światowej.
Ukończył korpus kadetów w Jarosławiu, a następnie nikołajewską szkołę kawaleryjską. Od 1907 r. w stopniu chorążego służył w 1 sunżeńsko-władykaukaskim pułku kawalerii. W 1912 r. przeszedł do 4 sotni Kozaków terskich carskiej straży przybocznej. Brał udział w I wojnie światowej. Był odznaczony Orderem Św. Włodzimierza 4 klasy. Pod koniec 1917 r. bronił stanic Kozaków terskich przed atakami bolszewików. Następnie służył w oddziale kawalerii płk. Andrieja Szkuro. W 1920 r. służył w dywizjonie kawalerii Kozaków kubańskich. Po ewakuacji wojsk białych z Krymu do Gallipoli w listopadzie tego roku, przebywał na wyspie Limnos, po czym zamieszkał na Bałkanach. Pracował w urzędzie budowlanym. Był autorem artykułów historycznych dotyczących carskiej straży przybocznej. W okresie II wojny światowej podjął współpracę z Niemcami. W 1942 r. wstąpił do Rosyjskiego Korpusu Ochronnego. Służył w 1 kozackim pułku kawalerii. Po zakończeniu wojny zamieszkał w zachodnich Niemczech. Zmarł w szpitalu w Seebach 25 maja 1949 r.